# Likymnios z Chios
Likymnios z Chios, Lykymnios, Lykimnios (gr. Λικύμνιος, łac. Licymnius) – grecki poeta z IV wieku p.n.e., autor dytyrambów, retor, uczeń Gorgiasza. Napisał między innymi utwór na cześć Hygiei, cytowany częściowo przez Sekstusa Empiryka (Adv. Math. 49). Z kolei Atenajos cytuje jego utwór o Endymionie oraz powołuje się na dytyramb, w którym mowa jest o  miłości Argennosa i Hymenajosa.
Arystoteles w Retoryce wspomina o nim trzykrotnie (1405 b; 1413 b; 1414 b). Ocenia jego cieszące się dużą popularnością mowy jako przeznaczone raczej do czytania, niż do wygłaszania, a także krytykuje go za wprowadzanie niepotrzebnych terminów w teorii wymowy.